# JB Murphy
Jack Bernard „JB“ Murphy (* 22. Oktober 1999 in Kildare) ist ein irischer Radrennfahrer, der Rennen auf Straße, Bahn und im Cyclocross bestreitet.

## Sportlicher Werdegang
2017 errang JB Murphy bei den Junioren-Weltmeisterschaften Bronze im Punktefahren und bei den Junioren-Europameisterschaften Silber im Ausscheidungsfahren. Im selben Jahr wurde er irischer Junioren-Meister im Cyclocross, und er startete bei UCI-Cyclocross-Weltmeisterschaften (Platz 52) sowie bei UEC-Cyclocross-Europameisterschaften (Platz 42). In den folgenden Jahren schränkte er seine Aktivitäten als Radsportler ein und startete vorrangig bei heimischen Rennen. Bei den Europaspielen 2019 in Minsk belegte er im Omnium Platz neun.
2021 errang Murphy seine erste internationale Medaille in der Elite, als er bei den Bahn-Europameisterschaften hinter dem Portugiesen Rui Oliveira und dem Niederländer Vincent Hoppezak im Scratch Platz drei belegte. Im Jahr darauf erhielt er einen Vertrag beim irischen UCI Continental Team EvoPro Racing.

## Erfolge

### Bahn
2017
- Junioren-Weltmeisterschaft – Punktefahren
- Junioren-Europameisterschaft – Ausscheidungsfahren

2021
- Europameisterschaft – Scratch

2022
- Irischer Meister - Omnium

### Cyclocross
2017
- Irischer Junioren-Meister